# 원인론
원인론은 정신질환을 포함한 이상 증세의 치료방법이나 이유를 과거 원인에서 찾는 심리학 이론이다. 대표적인 예로 지그문트 프로이트의 이론을 들 수 있다.

## 같이 보기.
- 목적론